# Lysiteles suwertikos
Lysiteles suwertikos là một loài nhện trong họ Thomisidae.
Loài này thuộc chi Lysiteles. Lysiteles suwertikos được Alberto Barrion & James A. Litsinger miêu tả năm 1995.